# Stephen Netburn
Stephen Jeffrey Netburn (New York, 12 luglio 1943) è un ex schermidore statunitense.

## Biografia
Ha partecipato ai Giochi della XIX Olimpiade di Città del Messico nel 1968 ed ai Giochi della XX Olimpiade di Monaco di Baviera nel 1972.

## Palmarès
In carriera ha conseguito i seguenti risultati:
- Giochi Panamericani:

Cali 1971: oro nella spada a squadre ed individuale.